# Bebé ancla

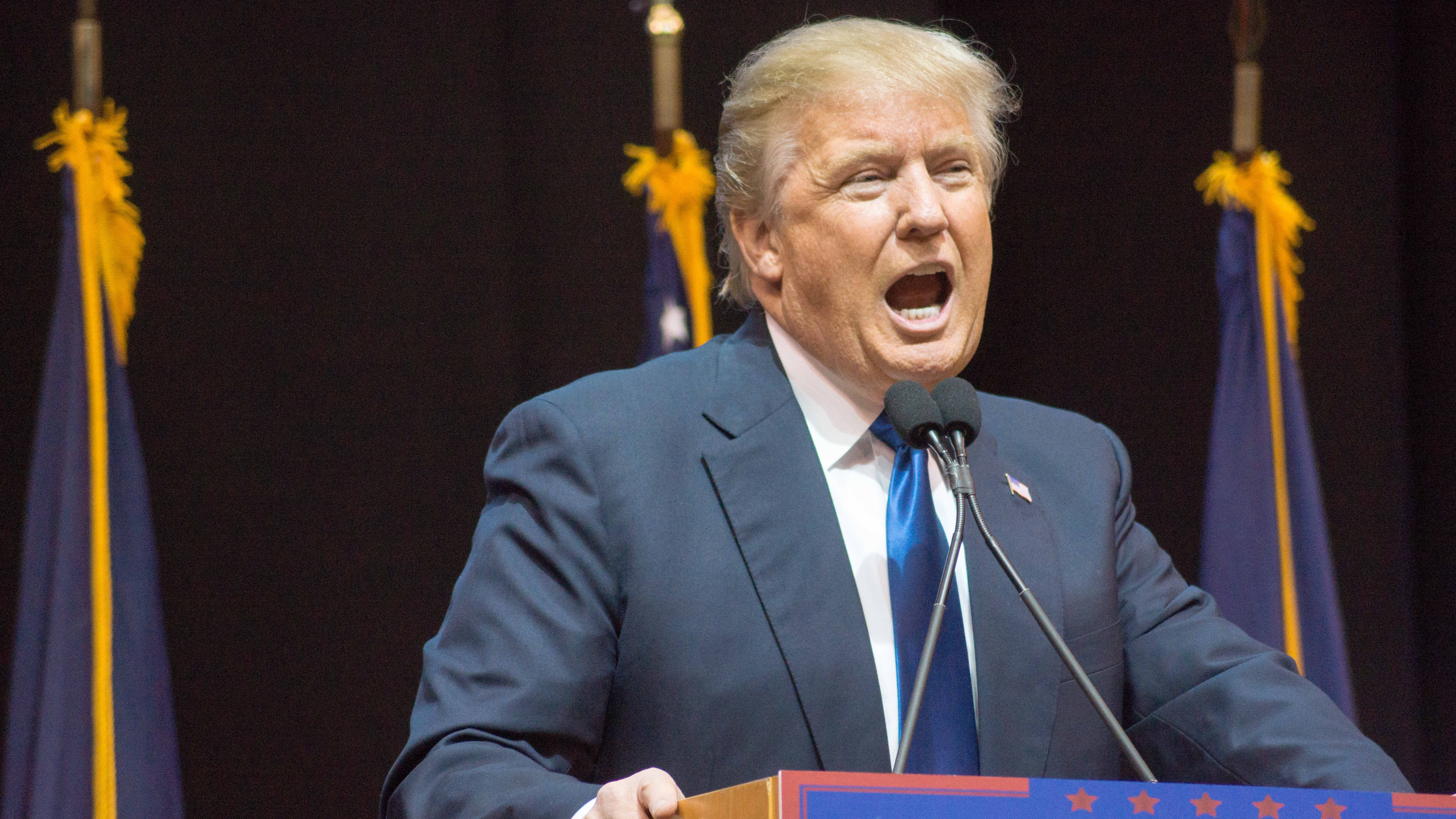
El 45° presidente de los Estados Unidos, Donald Trump, a la pregunta de un periodista «¿Es consciente de que el término bebé ancla es un término ofensivo?», responde: «¿Quiere decir que no es políticamente correcto (...) y que, aun así, todos lo usan?» (20 de agosto de 2015)

«Bebé ancla» (del inglés, anchor baby) es un término que hace referencia al infante nacido de una madre no-ciudadana en un país que contempla el derecho a la nacionalidad por nacer en él (ius soli), lo que ayudará a la madre y a otros miembros de su familia a obtener la residencia legal mediante los procesos de reunificación familiar. Aunque probablemente los bebés ancla ocurren en varios lugares del mundo y en diferentes épocas, este término se ha venido usando recientemente en los Estados Unidos de América, donde es un tema de controversia; se trata de un término considerado por algunos como peyorativo, prefiriendo la expresión born child of an undocumented immigrant («recién nacido de inmigrantes sin papeles»), mientras que para otros, esto es un síntoma de corrección política.
En los Estados Unidos, el término se usa generalmente como una referencia despectiva a la supuesta función del niño, que automáticamente califica como ciudadano estadounidense bajo ius soli y los derechos garantizados en la 14a Enmienda a la Constitución de los EEUU. El término también se usa a menudo en el contexto del debate sobre la inmigración ilegal en este país. Un término similar, passport baby («bebé pasaporte»), se usa en el Canadá para los niños nacidos a través del denominado «turismo de parto».

## Historia y uso
Durante la Guerra del Vietnam, anchor child («niño ancla»), se refirió a «inmigrantes muy jóvenes que más tarde promoverían la inmigración de sus familiares que aún están en el extranjero», usado en el contexto de la Gente de los Botes que huyeron de Vietnam en 1987. En 2002 en el Tribunal Superior de Irlanda, Bill Shipsey utilizó el término para referirse a un niño nacido en Irlanda cuya familia eran sus clientes; En la sentencia de la Corte Suprema de 2003 que confirmó la deportación de los padres, Adrian Hardiman comentó sobre la novedad tanto del término como del argumento concomitante. En Irlanda, el derecho ius soli abolido en 2004.
Anchor baby apareció en impresos en 1996, pero pasó relativamente desapercibido hasta 2006, cuando encontró un nuevo protagonismo en medio del creciente enfoque en el debate de inmigración en los Estados Unidos. El término generalmente se considera peyorativo. En 2011, el American Heritage Dictionary agregó una entrada para el término en la nueva edición del diccionario, que no indicaba que el término fuera despectivo. Después de un artículo crítico del blog de Mary Giovagnoli, directora del Centro de Políticas de Inmigración, un grupo de investigación a favor de la inmigración en Washington, el diccionario actualizó su definición en línea para indicar que el término es "ofensivo", similar a sus entradas en insultos étnicos. A partir de 2012, la definición dice:
n. Offensive Used as a disparaging term for a child born to a noncitizen mother in a country that grants automatic citizenship to children born on its soil, especially when the child's birthplace is thought to have been chosen in order to improve the mother's or other relatives' chances of securing eventual citizenship. 
[Traducción]:
sust. Ofensivo Se utiliza como un término despectivo para un niño nacido de una madre no ciudadana en un país que otorga la ciudadanía automática a los niños nacidos en su tierra, especialmente cuando se cree que el lugar de nacimiento del niño ha sido elegido para mejorar las posibilidades de la madre u otros parientes. de asegurar la ciudadanía eventual.

La decisión de revisar la definición provocó algunas críticas de los opositores a la inmigración, como el Centro de Estudios de Inmigración y la Federación para la Reforma de la Inmigración de Estados Unidos.
En 2012, el fiscal general de Utah, Mark Shurtleff, en una reunión diseñada para promover la declaración del Pacto de Utah 2010 como modelo para un enfoque de inmigración del gobierno federal, dijo que «El uso de anchor baby cuando hablamos de un hijo de Dios es ofensivo».

### Turismo de parto
A partir de 2015, Los Ángeles comenzó a considerarse como el centro de la industria del turismo de parto, que atiende principalmente a mujeres asiáticas ricas; Las autoridades de la ciudad cerraron 14 «hoteles» de turismo de parto en 2013.  La industria es difícil de controlar ya que no es ilegal que una mujer embarazada viaje a los Estados Unidos.
El 3 de marzo de 2015, los Agentes Federales en Los Ángeles llevaron a cabo una serie de redadas en 3 «negocios multimillonarios de turismo de nacimiento» que se espera produzcan el «mayor caso penal federal contra la floreciente industria del bebé ancla», según The Wall Street Journal.

#### Abolición delius soli
En 2005, Irlanda modificó su constitución para abolir la ciudadanía ius soli incondicional, como resultado directo de las preocupaciones sobre el turismo de parto. Un caso principal fue Chen v Home Secretary, por el cual un migrante temporal chino que vivía en el Reino Unido viajó a Belfast, Irlanda del Norte para dar a luz a su hija con el fin de obtener la ciudadanía irlandesa para su hija (la ley de ius soli de Irlanda se extiende a todas partes de la isla de Irlanda, incluida Irlanda del Norte, que forma parte del Reino Unido). La ciudadanía irlandesa de la hija fue utilizada por sus padres para obtener la residencia permanente en el Reino Unido como padres de un ciudadano dependiente de la UE.